# Edwardsina
Edwardsina är ett släkte av tvåvingar. Edwardsina ingår i familjen Blephariceridae.

## Dottertaxa tillEdwardsina, i alfabetisk ordning[1]
- Edwardsina aberrans
- Edwardsina affinis
- Edwardsina alticola
- Edwardsina argentinensis
- Edwardsina aspera
- Edwardsina australiensis
- Edwardsina bentulosa
- Edwardsina bison
- Edwardsina bubalus
- Edwardsina chilensis
- Edwardsina chilota
- Edwardsina confinis
- Edwardsina confusa
- Edwardsina dispar
- Edwardsina ferruginea
- Edwardsina fimbrata
- Edwardsina fuscipes
- Edwardsina gigantea
- Edwardsina gracilis
- Edwardsina imperatrix
- Edwardsina luteipleura
- Edwardsina montana
- Edwardsina nigra
- Edwardsina pilosa
- Edwardsina plicata
- Edwardsina polymorpha
- Edwardsina reticulata
- Edwardsina similis
- Edwardsina soror
- Edwardsina spinosa
- Edwardsina stigmatica
- Edwardsina torrentium
- Edwardsina williamsi